# Gunbei
Gunbei (kinesiska: 滚贝侗族乡, 滚贝) är en socken i Kina. Den ligger i den autonoma regionen Guangxi, i den södra delen av landet, omkring 290 kilometer norr om regionhuvudstaden Nanning. Antalet invånare är 13469. Befolkningen består av 6 389 kvinnor och 7 080 män. Barn under 15 år utgör 21,0 %, vuxna 15-64 år 66 %, och äldre över 65 år 11,0 %.
Genomsnittlig årsnederbörd är 2 014 millimeter. Den regnigaste månaden är juni, med i genomsnitt 412 mm nederbörd, och den torraste är januari, med 66 mm nederbörd.